# Spy Hunter
Spy Hunter is een computerspel dat werd ontwikkeld en uitgegeven door Bally Midway. Het spel kwam in december 1983 uit als arcadespel. Hierna kwam het uit voor een aantal andere homecomputers. Het actiespel was als mix van racespel en shoot 'em up zeer succesvol.

## Gameplay
Spy Hunter is een verticaal scrollend racespel waarin de speler de rol speelt van een spion die een bewapende sportwagen bestuurt. Het doel van het spel is om over de snelweg te reizen en zoveel mogelijk vijandelijke voertuigen te vernietigen en tegelijkertijd civiele voertuigen te beschermen. Het spel maakt gebruik van een top-down perspectief; De bedieningselementen bestaan uit een versnellingspook met twee standen, een op de vloer gemonteerd gaspedaal en een stuurjuk met vijf knoppen. De kast bevat ook een dashboard met statuslampjes.
Het spel begint met de speler die de fictieve G-6155 Interceptor bestuurt, waarbij hij het juk, het pedaal en de versnellingspook gebruikt om te sturen en de snelheid te regelen. De auto is uitgerust met een machinegeweer dat onbeperkte munitie heeft en kan worden afgevuurd door de bijbehorende knop op het juk ingedrukt te houden.
Verschillende vijandelijke voertuigen proberen de auto van de speler te vernietigen of van de weg te forceren, waaronder een helikopter die bommen van bovenaf laat vallen. Een teller verhoogt de score terwijl de auto rijdt en onderweg is. Extra punten worden verdiend door vijandelijke voertuigen te vernietigen met behulp van wapens of door ze van de weg te dwingen. Na een initiële aanlooptijd waarin de speler een onbeperkte voorraad auto's heeft, moet de speler extra auto's verdienen door scoredrempels te bereiken. Het vernietigen van niet-vijandige auto's stopt de scoreteller voor een korte tijd, en er worden geen punten gescoord wanneer de auto van de speler van de weg is. De auto kan worden vernietigd door een harde botsing met een ander voertuig, als deze wordt geraakt door een vijandelijk wapen (inclusief de kraters die door de bommen van de helikopter in de weg zijn geblazen), of door ver genoeg van de rijbaan (of waterweg) af te rennen.
Door periodieke splitsingen in de weg te volgen, kan de speler nieuwe regio's betreden met verschillende terrein- of weersomstandigheden. De speler kan ook speciale wapens verwerven door een wapenwagen binnen te gaan, die in elk nieuw gebied verschijnt en periodiek kan worden opgeroepen door op de knop op het juk te drukken wanneer het dashboardlampje knippert. Beschikbare speciale wapens bestaan uit olievlekken, rookgordijnen en grond-luchtraketten; elk wordt bediend met een andere knop, en de dashboardverlichting geeft aan welke op een bepaald moment beschikbaar zijn. Speciale wapens hebben een beperkte munitievoorraad en gaan verloren wanneer de auto van de speler wordt vernietigd.
Op bepaalde punten heeft de speler de mogelijkheid om de auto voor een korte tijd in een speedboot om te bouwen door door een botenhuis te rijden; bij andere wordt de speler gedwongen de overstap te maken. Vijandelijke boten kunnen van voren of van achteren aanvallen, en de helikopter kan van bovenaf bommen laten vallen. In de speedbootmodus verandert de olievlek in een vlammenwerper, terwijl het rookgordijn en de raketten ongewijzigd blijven.
Het spel heeft geen einde en het spel gaat door totdat de speler alle auto's heeft verloren.

## Ontwikkeling
Game-ontwerper George Gomez liet zich voor de game inspireren door te luisteren naar een audiocassette met muziek uit James Bond-films. Hij ontwierp het spel samen met Tom Leon, met wie hij aan Tron had gewerkt. Gomez schetste de in-game routekaart op een lange rol tekenpapier en kwam ook op het idee van de wapenwagen. Oorspronkelijk zou de game rechtstreeks op James Bond gebaseerd zijn en het "James Bond Theme" als in-game muziek hebben, maar de licentie kon niet worden verkregen. In plaats daarvan speelt er de hele tijd een elektronisch arrangement van Henry Mancini's thema voor Peter Gunn.

## Platforms
| Jaar | Platform                                                       |
| ---- | -------------------------------------------------------------- |
| 1982 | Arcade                                                         |
| 1983 | Apple II                                                       |
| 1984 | Atari 2600, Atari 8-bit, ColecoVision, Commodore 64, PC Booter |
| 1985 | ZX Spectrum                                                    |
| 1986 | Amstrad CPC                                                    |
| 1987 | NES                                                            |

In 2001 tot en met 2003 kwam het spel SpyHunter uit dat geschikt was voor de GameCube, Macintosh, PlayStation 2, Windows en Xbox. 

## Ontvangst
In de Verenigde Staten stond het in 1984 vier maanden lang bovenaan de hitlijsten van RePlay-arcadekasten, in april, september, oktober 8 en november. Het stond ook bovenaan de Play Meter-specifieke kastlijsten voor straatlocaties in juli 1984 en november 1984. Het werd door AMOA vermeld als een van Amerika's top vijf best scorende arcadespellen van 1984, en AMOA gaf het later de prijs voor "meest gespeelde" arcade-videogame van 1985 in de Verenigde Staten. In 1995 plaatste het tijdschrift Flux de arcadeversie op de 29e plaats in hun Top 100 videogames. Ze prezen de muziek, de besturing en de gameplay van het spel.
Op de lijst van Killer Lijst van Video Games staat dit spel op een 53e plaats.
| Beoordeeld door                         | Platform     | Datum            | Score |
| --------------------------------------- | ------------ | ---------------- | ----- |
| The Video Game Critic                   | Atari 2600   | 1 juli 2001      | 100%  |
| The Video Game Critic                   | ColecoVision | 11 juli 2012     | 100%  |
| Digital Press - Classic Video Games     | ColecoVision | 10 december 2003 | 90%   |
| Zzap!                                   | Commodore 64 | mei 1985         | 87%   |
| Atari Gamer - XL-XE Game Review Edition | Atari 8-bit  | december 2013    | 80%   |
| Sinclair User                           | ZX Spectrum  | juni 1985        | 80%   |
| Tilt                                    | ZX Spectrum  | september 1985   | 67%   |
| Commodore User                          | Commodore 64 | juni 1985        | 40%   |
| Your Spectrum                           | ZX Spectrum  | juni 1985        | 33%   |
| The Video Game Critic                   | NES          | 10 maart 2000    | 16%   |

## Vervolgen
- Spy Hunter II Arcade (1987)
- Spy Hunter: The Return (2001)
- Spy Hunter 2 (2004)
- Spy Hunter: Nowhere to Run (2006)

## Trivia
- In Excel 2000-versie was dit spel meegeleverd als paasei, maar dit werd snel veranderd.
- De oudere versies van dit spel hadden James Bond muziek, maar dit kon wegens juridische problemen niet blijven gebruikt worden. Hierna werd de muziek gewijzigd naar de titelsong van de Amerikaanse televisieserie Peter Gunn.
- Het spel is opgenomen in het boek 1001 Video Games You Must Play Before You Die van Tony Mott.